# Sommer-Paralympics 1976
Die V. Sommer-Paralympics fanden vom 3. August bis 11. August 1976 in Toronto statt. Die Stadt wurde zum Ausrichter bestimmt, nachdem die Olympischen Sommerspiele des Jahres in die kanadische Stadt Montréal vergeben worden waren.

## Teilnehmende Nationen
Bei den Spielen in Toronto nahmen 41 Nationen teil. Einige Länder hatten aufgrund der Teilnahme von Südafrika ihre Zusage jedoch zurückgezogen.
| - Ägypten - Äthiopien - Argentinien - Australien - Belgien - Bermuda - BR Deutschland - Brasilien - Dänemark - Ecuador - Fidschi - Finnland - Frankreich - Griechenland | - Guatemala - Hongkong - Indonesien - Irland - Israel - Italien - Japan - Kanada - Kolumbien - Luxemburg - Mexiko - Birma - Neuseeland - Niederlande | - Norwegen - Österreich - Peru - Polen - Schweden - Schweiz - Spanien - Südafrika - Südkorea - Uganda - Ungarn - Vereinigte Staaten - Vereinigtes Königreich |

## Sportarten
Bei den 5. Sommer-Paralympics wurden in 12 Sportarten Wettkämpfe ausgetragen. Zum ersten Mal wurde Volleyball der Männer (stehend) ausgetragen.
- Bogenschießen
- Darts
- Gewichtheben
- Goalball
- Leichtathletik
- Lawn Bowling
- Rollstuhlbasketball
- Rollstuhlfechten
- Schießen
- Schwimmen
- Snooker
- Tischtennis
- Volleyball (stehend)